# 和歌山県医師会
一般社団法人和歌山県医師会（わかやまけんいしかい 英称 Wakayama  Medical Association）は、和歌山県の医師を会員とする法人。

## 本部所在地
- 〒640-8269 和歌山県和歌山市小松原通1-1 県民文化会館5Ｆ

## 郡市医師会
- 新宮市医師会
- 東牟婁郡医師会
- 西牟婁郡医師会
- 田辺市医師会
- 日高医師会
- 有田医師会
- 有田市医師会
- 海南医師会
- 伊都医師会
- 那賀医師会
- 和歌山市医師会